# Milionia rona
Milionia rona är en fjärilsart som beskrevs av Rothschild 1897. Milionia rona ingår i släktet Milionia och familjen mätare. Inga underarter finns listade i Catalogue of Life.